# Barßel
Barßel é um município da Alemanha localizado no distrito de Cloppenburg, estado de Baixa Saxônia.